# ماسیمو فرانچوزا
ماسیمو فرانچوزا (ایتالیایی: Massimo Franciosa؛ ‏ ۲۳ ژوئیهٔ ۱۹۲۴ – ۳۰ مارس ۱۹۹۸) کارگردان فیلم و فیلم‌نامه‌نویس اهل ایتالیا بود.
از فیلم‌هایی که وی در آن‌ها نقش داشته است، می‌توان به تقدیم به مادر عزیزم در زادروزش، فرانکشتاین به سبک ایتالیایی – مرا بگیر، شکنجه‌ام کن، چون دچار عشق سوزانم!، بدهی زناشویی، آموزش ویولنسل با توکاتا و فوگ، ترور، یوزپلنگ، ال گرکو، سفر، ریمینی ریمینی، من خوش‌عکسم و عشق در نگاه اول اشاره نمود.